# یواس‌اس گودریچ (دی‌دی-۸۳۱)
یواس‌اس گودریچ (دی‌دی-۸۳۱) (به انگلیسی: USS Goodrich (DD-831)) یک کشتی بود که طول آن ۳۹۰ فوت ۶ اینچ (۱۱۹٫۰۲ متر) بود. این کشتی در سال ۱۹۴۵ ساخته شد.